# 也遂
也遂皇后，元太祖成吉思汗皇后之一，在眾皇后中排行第三，地位次于孛兒帖皇后及忽蘭皇后，統領第三斡耳朵。阿魯孩塔塔兒人首領也客扯連之女，元太祖另一皇后也速干之姐。1202年，成吉思汗消滅塔塔兒人部族後，先納也客扯連之女也速干為妃子，但也速干推薦其姐也遂。成吉思汗隨即派人將逃難至山林中的也遂追回，并納其為妃子。因也遂成為妃子後向人群長嘆，引發成吉思汗懷疑。成吉思汗部下隨即在人群中找到也遂的夫婿，接著將其殺死。
也遂皇后不僅貌美聰慧，而且膽識過人，敢于進言，因而深得成吉思汗寵愛。成吉思汗西征花剌子模之時，也遂向成吉思汗建議選定汗位繼承人，從而促使成吉思汗考慮繼承人問題。成吉思汗臨終時，也遂伴隨其身旁，傳達其遺訓。
也遂未為成吉思汗留下任何子嗣。

## 延伸阅读
[在维基数据编辑]
 《新元史/卷104》，出自柯劭忞《新元史》